# 장 타양디에
장 타양디에(프랑스어: Jean Taillandier, 1938년 1월 22일, 리무쟁 지방 오장스 ~)는 프랑스의 전 축구 골키퍼이다. 그는 프랑스 국가대표팀 일원으로 1960년 유러피언 네이션스컵에 참가했다.